# حملة جايير بولسونارو الرئاسية 2022
حملة جايير بولسونارو الرئاسية 2022 هي حملة رئاسيه تم اعتمادها في 24 يوليو 2022 في ريو دي جانيرو. زميله في الترشح هو وزير الدفاع السابق والتر براغا نيتو.

## خلفية
في 26 يونيو 2022 أعلن الرئيس جايير بولسونارو في مقابلة في برنامج أنه سيرشح والتر براغا نيتو ليكون نائبًا له في الانتخابات الرئاسية لعام 2022. في 24 يوليو 2022 أكد الحزب الليبرالي ترشيحي بولسونارو وبراغا نيتو. في حفل أقيم في صالة ماراكانازينيو للألعاب الرياضية، الجانب الشمالي من ريو دي جانيرو.

## الحملة الانتخابية
في 8 أغسطس تداخل بولسونارو في برنامج فلو بودكاست حيث انتقد المحكمة الفيدرالية العليا وبتروبراس. وصل البث إلى ذروته بأكثر من 558.000 مشاهد.